# Hemitriccus granadensis
Hemitriccus granadensis là một loài chim trong họ Tyrannidae.